# Штайнер, Дональд
Дональд Фредерик Штайнер (англ. Donald Frederick Steiner; 15 июля 1930, Лайма, Огайо — 11 ноября 2014) — американский биохимик и профессор в университете Чикаго.

## Рождение и образование
Дональд Ф. Штайнер родился в 1930 году в Лиме, штат Огайо. Получил степень бакалавра химии и зоологии в Университете Цинциннати в 1952 году. Защитил степень магистра естественных наук  по биохимии в Университете Чикаго в 1956 году и степень доктора медицинских наук в том же университете в 1956 году.

## Исследования
Дональд Ф. Штайнер известен своими открытиями проинсулина, предшественника инсулина, который является гормоном и помогает организму контролировать использование сахара. Он обнаружил, что инсулин синтезируется из более крупного белка-предшественника в бета-клетках поджелудочной железы и это привело к открытию того, как функционируют островки Лангерганса, и как пептидные гормоны синтезируются и метаболизируются. Он и его коллеги обнаружили некоторые ферменты, которые превращают проинсулин в инсулин, а также разработали методику для измерения инсулина и его предшественников в сыворотке крови человека.

## Награды
- 1970 — Премия Эрнста Оппенгеймера[3] от Эндокринного общества[англ.]
- 1971 — Международная премия Гайрднера, «In recognition of his discovery that insulin is derived from a larger precursor molecule, called pro-insulin — a model which may elucidate the biosynthesis of other active compounds»[4]
- 1976 — Медаль Бантинга[нем.] за научные достижения от Американской ассоциации диабета[англ.]
- 1979 — Passano Award[англ.]
- 1984/5 — Премия Вольфа по медицине, «За открытия, касающиеся биосинтеза и переработки инсулина, которые имели серьёзные последствия для фундаментальной биологии и клинической медицины.»[5][6]
- 1990 — Fred Conrad Koch Award[нем.]
- 1993 — почётная докторская степень медицинского факультета университета в Упсале, Швеция[7]
- 2009 — Manpei Suzuki International Prize for Diabetes Research[8]
- 2014 — медаль выпускника университета Чикаго[9]